# 刘思敬 (宜君)
刘思敬，元朝延安路宜君县（今陕西省宜君县）人。
刘思敬事奉继母沙氏、杜氏至孝，与亲生母亲无异。父亲年八十岁，两目全部丧明，乱兵劫掠其乡，为避乱，背着父亲藏在岩穴中。有兵来到，捉住了他，想要杀刘思敬，刘思敬哭着说：“我父年老，又没有视力，我死不足惜，使我父亲依靠何人？”乱兵怜其孝，不忍杀害，父子都得以免于难。